# Elección para gobernador de Nevada de 2010
Las elecciones para gobernador de Nevada de 2010 se hicieron el 2 de noviembre de 2010 para escoger al Gobernador de Nevada en la que el Republicano Brian Sandoval ganó las elecciones, convirtiéndose en el primer hispano en ganar las elecciones en ese estado. Las elecciones primarias se celebraron el 8 de junio de 2010.